# Gunnar Magnusson
Karl Gunnar Magnusson, född 22 oktober 1947 i Hedvig Eleonora församling i Stockholm, är en svensk militär.

## Biografi
Magnusson avlade officersexamen vid Krigsskolan 1969 och utnämndes samma år till fänrik vid Jämtlands fältjägarregemente, varefter han befordrades till löjtnant vid Norra Smålands regemente 1971. Därefter befordrades han till kapten 1972 och major 1980. Han var chef för Taktik- och underrättelseavdelningen vid Arméstaben 1984–1986 och befordrades 1985 till överstelöjtnant. År 1987 studerade han vid Royal College of Defence Studies i Storbritannien. Under 1988 var han chef för Grundutbildningsbataljonen vid Södra skånska regementet, varpå han var stabschef i 13. arméfördelningen 1988–1990, utnämnd till överstelöjtnant med särskild tjänsteställning 1989. Åren 1990–1991 var han chef för Malmöbrigaden, varpå han var chef för svenska FN-kontingenten i Libanon 1992–1993, ställföreträdande chef för Controlleravdelningen vid Högkvarteret 1993–2003 och chef för Ekonomistaben vid Högkvarteret 2003–2008.
Åren 2000–2004 studerade han juridik vid Stockholms universitet samtidigt som han upprätthöll sina befattningar vid Högkvarteret. År 2004 avlade han juris kandidat-examen.
Gunnar Magnusson invaldes som ledamot av Kungliga Krigsvetenskapsakademien 1990 och var akademiens andre sekreterare 2009–2023.